# Campo di lavoro forzato

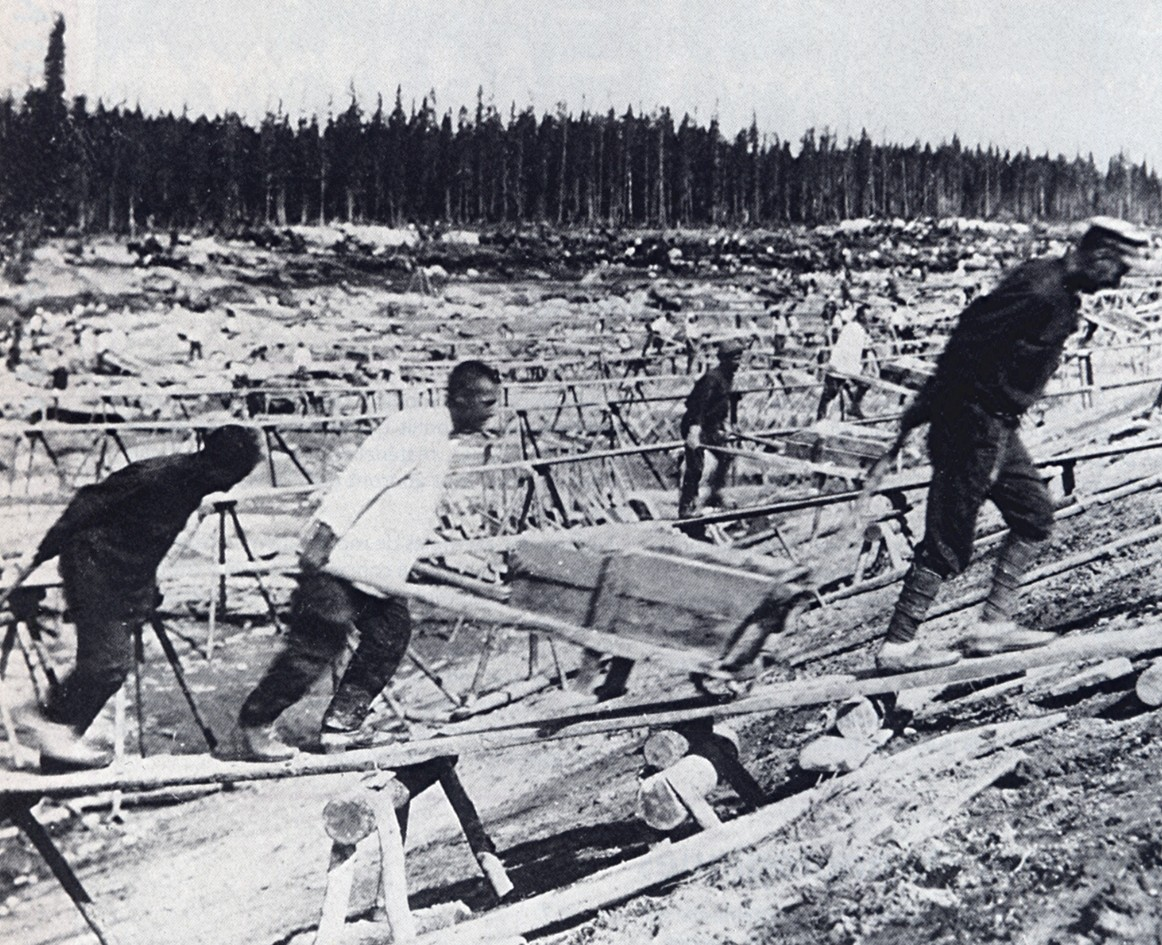
Il canale Mar Bianco-Mar Baltico, aperto nel 1933, fu un'opera pubblica della Russia sovietica realizzata tramite lavori forzati

Il termine campo di lavoro forzato indica un luogo nel quale i reclusi sono costretti a una forma di lavoro coatta - appunto il lavoro forzato - in funzione di una pena da scontare o per motivi di oppressione o schiavismo.
Nella storia moderna, il termine riconduce in maniera specifica ai lager nazisti della seconda guerra mondiale, ai gulag sovietici, alle colonie penali, ai Laogai della Cina, ai killing fields cambogiani e alle carceri private americane con utilizzo lavorativo dei detenuti.